# Dave Thorpe
David "Dave" Thorpe (1962) is een Brits voormalig motorcrosser.

## Carrière
In Thorpe's vroege carrière blonk hij vooral uit in motorcross en voetbal. Op een bepaald moment kreeg hij zelfs de aanbieding om bij Queens Park Rangers te gaan voetballen, maar Thorpe koos uiteindelijk toch voor motorcross. Na een succesvol begin van zijn carrière bij een Brits Kawasakiteam tekende Thorpe voor het fabrieksteam van Honda in 1983. Vanaf 1984 begon Thorpe regelmatig Grands Prix te winnen, en behaalde zijn eerste wereldtitel 500cc in 1985. Hij verlengde zijn wereldtitel in 1986 na een seizoen lang te strijden tegen zijn Belgische ploegmaat André Malherbe. Een reeks blessures zorgden ervoor dat Thorpe in 1987 en 1988 niet kon meedingen voor de wereldtitel, hij eindigde vijfde en derde. Thorpe won zijn derde wereldtitel in 1989 na een spannende strijd tegen opnieuw een Belgische ploegmaat, Eric Geboers. In 1990 vertrok Thorpe naar het fabrieksteam van Kawasaki. De Kawasaki was echter minder competitief dan de Honda en Thorpe had het het ganse seizoen lastig. In 1990 en 1991 eindigde hij als vijfde en zevende. Thorpe verliet Kawasaki opnieuw voor Honda eind 1991, voor een Italiaans team. Hij bereikte nooit meer zijn oude vorm, en stopte met professioneel motorcrossen op eenendertig jarige leeftijd in 1993.
Na zijn carrière begon Thorpe als bondscoach van het Britse team voor de Motorcross der Naties, waarmee hij in 1994 wist te winnen. Dat was de eerste keer sinds 1967 dat de Britten wisten te winnen en ze verbraken de Amerikaanse reeks van dertien overwinningen op een rij. Nadien begon Thorpe met zijn eigen motorcrossteam eind jaren 90, met Honda. Het team kende enkele successen, maar hield op te bestaan in 2001. Eind jaren 2000 kwam Thorpe met een ander Brits team in het Wereldkampioenschap, met CCM-motoren. Ook dit duurde niet lang en Thorpe begon opnieuw een Hondateam dat zich concentreert op de Britse wedstrijden.
In 2007 nam Thorpe deel aan het Wereldkampioenschap voor Veteranen, dat uit twee wedstrijden bestond. Hij won beide wedstrijden en behaalde in principe zo zijn vierde wereldtitel.

## Palmares
- 1985: Wereldkampioen 500cc
- 1986: Wereldkampioen 500cc
- 1989: Wereldkampioen 500cc